# L'Arc-en-ciel (téléfilm)
Pour les articles homonymes, voir Rainbow et Arc-en-ciel (homonymie).
Pour plus de détails, voir Fiche technique et Distribution.
L'Arc-en-ciel (Rainbow) est un téléfilm biographique américain de Jackie Cooper diffusé en 1978. Il relate les débuts de la chanteuse et actrice Judy Garland (1922-1969).

## Synopsis
L'histoire de la légendaire Judy Garland, de ses débuts au vaudeville à la consécration, une vie remplie de frustration, de tragédies et de problèmes familiaux qui finalement l'isolent complètement.

## Fiche technique
- Titre original : Rainbow
- Titre français : L'Arc-en-ciel
- Réalisation : Jackie Cooper
- Scénario : John McGreevey d'après Rainbow : La Vie orageuse de Judy Garland de Christopher Finch
- Photographie : Howard Schwartz
- Montage : Jerry Dronsky
- Direction artistique : Bill Ross
- Musique : Charles Fox
- Production : Peter Dunne
- Société de production : Ten-Four Productions
- Sociétés de distribution : National Broadcasting Company
- Pays de production :  États-Unis
- Langue originale : anglais
- Format : couleur - 35 mm - 1,33:1 - son mono
- Genre : Drame
- Durée : 97 min.
- Dates de première diffusion :
  - États-Unis : 6 novembre 1978
  - Belgique : 19 avril 1981

## Distribution
- Andrea McArdle : Judy Garland
- Don Murray : Frank Gumm
- Michael Parks : Roger Edens
- Piper Laurie : Ethel Gumm
- Rue McClanahan : Ida Koverman
- Jack Carter : George Jessel
- Nicholas Pryor : Bill Gilmore
- Donna Pescow : Jimmie Gumm
- Martin Balsam : Louis B. Mayer
- Johnny Doran : Jackie Cooper